# Strahlstärke
Strahlstärke oder Strahlungsstärke {\displaystyle I}, auch Strahlungsintensität genannt (der Begriff wird aber auch in anderer Bedeutung verwendet – siehe Intensität (Physik)), ist ein Begriff aus der Radiometrie. Die Strahlstärke ist der Anteil {\displaystyle \mathrm {d} \Phi } der Strahlungsleistung {\displaystyle \Phi }, der von einer Strahlungsquelle (z. B. Lichtquelle) in einer gegebenen Raumrichtung in das beliebig kleine Raumwinkelelement {\displaystyle \mathrm {d} \Omega } emittiert wird:
{\displaystyle I\mathrm {d} \Omega =\mathrm {d} \Phi }
Die Leistung wird in Watt (W) gemessen, der Raumwinkel in Steradiant (sr); die SI-Einheit der Strahlungsstärke ist also W/sr.
Wird die Energie isotrop ausgestrahlt, also innerhalb des gesamten Raumwinkels von {\displaystyle 4\pi \,\mathrm {sr} } gleichermaßen in jede Richtung, so beträgt die Strahlstärke in jede Richtung:
{\displaystyle I={\frac {\Phi }{4\pi \,\mathrm {sr} }}\,}.

## Photometrische Entsprechung
Die entsprechende Größe in der Photometrie ist die Lichtstärke {\displaystyle I_{\mathrm {v} }}. Sie ergibt sich aus der Strahlstärke, indem man diese mit dem photometrischen Strahlungsäquivalent, das die Empfindlichkeitskurve des menschlichen Auges beinhaltet, gewichtet.